# ITF Women’s Circuit 2011 (Juli–September)
In den folgenden Tabellen werden die Tennisturniere des dritten Quartals des ITF Women’s Circuit 2011 dargestellt.

## Turnierplan
| Kategorien |
| ---------- |
| $100.000   |
| $75.000    |
| $50.000    |
| $25.000    |
| $10.000    |

### Juli
| Datum 1 | Turnierort                              | Siegerin Einzel        | Siegerinnen Doppel                             |
| ------- | --------------------------------------- | ---------------------- | ---------------------------------------------- |
| 04.07.  | Biarritz Open GDF Suez de Biarritz 2011 | Pauline Parmentier     | Alexandra Panowa Urszula Radwańska             |
| 04.07.  | Waterloo                                | Sharon Fichman         | Alexandra Mueller Asia Muhammad                |
| 04.07.  | Pattaya                                 | Akiko Omae             | Liang Chen Zhao Yijing                         |
| 04.07.  | Craiova                                 | Mihaela Buzărnescu     | Diana Enache Daniëlle Harmsen                  |
| 04.07.  | Aschaffenburg Schönbusch Open 2011      | Florencia Molinero     | Pemra Özgen Yurika Sema                        |
| 04.07.  | Valladolid                              | Victoria Larrière      | Malou Ejdesgaard Victoria Larrière             |
| 04.07.  | Brüssel                                 | Zuzana Zlochová        | Marcella Koek Eva Wacanno                      |
| 04.07.  | Prokuplje                               | Jovana Jakšić          | Polona Reberšak Zsófia Susányi                 |
| 04.07.  | Turin                                   | Iris Khanna            | Benedetta Davato Valentina Sulpizio            |
| 04.07.  | Izmir                                   | Aleksandrina Najdenowa | Maria Mokh Anastasia Mukhametova               |
| 04.07.  | Havanna                                 | Makiho Kozawa          | Misleydis Díaz González Yamile Fors Guerra     |
| 04.07.  | Sarajevo                                | Martina Kubičíková     | Simona Dobrá Martina Kubičíková                |
| 11.07.  | Contrexéville                           | Iryna Brémond          | Walentina Iwachnenko Kateryna Koslowa          |
| 11.07.  | Imola                                   | Giulia Gatto-Monticone | Giulia Gatto-Monticone Federica Querica        |
| 11.07.  | Darmstadt                               | Mandy Minella          | Natela Dsalamidse Anna Zaja                    |
| 11.07.  | Woking                                  | Johanna Konta          | Julie Coin Eva Hrdinová                        |
| 11.07.  | Zwevegem                                | Mihaela Buzărnescu     | Lenka Wienerová Maryna Zanevska                |
| 11.07.  | Cáceres                                 | Garbiñe Muguruza       | Richèl Hogenkamp Maria João Koehler            |
| 11.07.  | Granby                                  | Stéphanie Dubois       | Sharon Fichman Sun Shengnan                    |
| 11.07.  | Bogotá                                  | Mariana Duque Mariño   | Andrea Gámiz Adriana Pérez                     |
| 11.07.  | Izmir                                   | Ana Bogdan             | Elena Kulikova Jewgenija Paschkowa             |
| 11.07.  | Iași                                    | Diana Enache           | Diana Enache Daniëlle Harmsen                  |
| 11.07.  | Tanger                                  | Ximena Hermoso         | Fatima El Allami Anna Morgina                  |
| 11.07.  | Atlanta                                 | Lauren Davis           | Alexandra Cercone Natalie Pluskota             |
| 18.07.  | Pétange ITF Roller Open 2011            | Mathilde Johansson     | Johanna Larsson Jasmin Wöhr                    |
| 18.07.  | Bukarest BCR Open Romania Ladies 2011   | Irina-Camelia Begu     | Irina-Camelia Begu Elena Bogdan                |
| 18.07.  | Lexington                               | Chiara Scholl          | Tamaryn Hendler Chiara Scholl                  |
| 18.07.  | Les Contamines-Montjoie                 | Claire Feuerstein      | Julie Coin Eva Hrdinová                        |
| 18.07.  | Samsun                                  | Julija Putinzewa       | Mihaela Buzărnescu Tadeja Majerič              |
| 18.07.  | Wrexham                                 | Sarah Gronert          | Anna Fitzpatrick Jade Windley                  |
| 18.07.  | La Coruña                               | Gail Brodsky           | Tímea Babos Victoria Larrière                  |
| 18.07.  | Viserba                                 | Carolina Pillot        | Yurina Koshino Kaori Onishi                    |
| 18.07.  | Knokke-Heist                            | Syna Kayser            | Michaela Boev Marcella Koek                    |
| 18.07.  | Horb am Neckar                          | Paula Kania            | Paula Kania Katarzyna Kawa                     |
| 18.07.  | Casablanca                              | Yvonne Cavalle-Reimers | Nour Abbès Agata Barańska                      |
| 18.07.  | Evansville                              | Elizabeth Ferris       | Brynn Boren Sabrina Santamaria                 |
| 18.07.  | Ribeirão Preto                          | Andrea Koch Benvenuto  | Fernanda Faria Paula Cristina Gonçalves        |
| 25.07.  | Astana President’s Cup 2011/Damen       | Witalija Djatschenko   | Witalija Djatschenko Galina Woskobojewa        |
| 25.07.  | Olmütz                                  | Nastassya Burnett      | Michaëlla Krajicek Renata Voráčová             |
| 25.07.  | Vigo                                    | Iryna Brémond          | Claudia Giovine Justine Ozga                   |
| 25.07.  | Bad Saulgau                             | Ioana Raluca Olaru     | Maria Abramović Nicole Clerico                 |
| 25.07.  | Campos do Jordão                        | Verónica Cepede Royg   | Fernanda Hermenegildo Teliana Pereira          |
| 25.07.  | Fargʻona                                | Ayu Fani Damayanti     | Nigina Abduraimova Albina Xabibulina           |
| 25.07.  | Chiswick                                | Donna Vekić            | Samantha Murray Jade Windley                   |
| 25.07.  | Bad Waltersdorf                         | Wiktorija Kan          | Sandra Martinović Kateřina Vaňková             |
| 25.07.  | Palić                                   | Sabina Kurbanova       | Olga Brózda Natalia Kołat                      |
| 25.07.  | Maaseik                                 | Nicolette van Uitert   | Marcella Koek Eva Wacanno                      |
| 25.07.  | Tampere                                 | Piia Suomalainen       | Leia Kaukonen Polina Vinogradova               |
| 25.07.  | Saint Joseph                            | Amanda McDowell        | Yawna Allen Jessica Roland-Rosario             |
| 25.07.  | El Jadida                               | Yvonne Cavalle-Reimers | Carolina Prats Millán Sheila Solsona Carcasona |
| 25.07.  | Gardone Val Trompia                     | Anne Schäfer           | Yuka Higuchi Hirono Watanabe                   |

### August
| Datum 1 | Turnierort                                         | Siegerin Einzel           | Siegerinnen Doppel                           |
| ------- | -------------------------------------------------- | ------------------------- | -------------------------------------------- |
| 01.08.  | Vancouver Odlum Brown Vanopen 2011/Damen           | Aleksandra Wozniak        | Karolína Plíšková Kristýna Plíšková          |
| 01.08.  | Peking Beijing International Challenger 2011/Damen | Hsieh Su-wei              | Chan Hao-ching Chan Yung-jan                 |
| 01.08.  | Trnava                                             | Yvonne Meusburger         | Janette Husárová Renata Voráčová             |
| 01.08.  | Monteroni d’Arbia                                  | Nastassya Burnett         | Kiki Bertens Nicole Rottmann                 |
| 01.08.  | Moskau                                             | Walentina Iwachnenko      | Walentina Iwachnenko Kateryna Koslowa        |
| 01.08.  | Hechingen                                          | Tatjana Malek             | Sandra Klemenschits Tatjana Malek            |
| 01.08.  | São Paulo                                          | Maria Fernanda Alves      | Carla Forte Beatriz Haddad Maia              |
| 01.08.  | Wien                                               | Ilona Kramen              | Simona Dobrá Lucie Kriegsmannová             |
| 01.08.  | Rebecq                                             | Constance Sibille         | Kim Kilsdonk Nicolette van Uitert            |
| 01.08.  | Savitaipale                                        | Anett Kontaveit           | Xenija Kirillowa Anastasia Vovk              |
| 01.08.  | Istanbul                                           | Christina Shakovets       | Irina Ramialison Isabella Schinikowa         |
| 01.08.  | Iława                                              | Ulrikke Eikeri            | Huynh Phuong Dai Trang Magdalena Kiszczyńska |
| 08.08.  | Bronx                                              | Andrea Hlaváčková         | Megan Moulton-Levy Ahsha Rolle               |
| 08.08.  | Kasan                                              | Julija Putinzewa          | Jekaterina Iwanowa Andreja Klepač            |
| 08.08.  | Koksijde                                           | Kiki Bertens              | Kim Kilsdonk Nicolette van Uitert            |
| 08.08.  | Versmold                                           | Mariana Duque Mariño      | Jelisaweta Jantschuk Julia Mayr              |
| 08.08.  | Locri                                              | Agnese Zucchini           | Yuka Higuchi Hirono Watanabe                 |
| 08.08.  | Bukarest                                           | Cristina Dinu             | Cristina Dinu Camelia Hristea                |
| 08.08.  | Innsbruck                                          | Martina Kubičíková        | Wiktorija Kan Ilona Kramen                   |
| 08.08.  | Gijón                                              | Arabela Fernández Rabener | Amy Bowtell Lucy Brown                       |
| 08.08.  | Istanbul                                           | Réka-Luca Jani            | Magali de Lattre Lisa Whybourn               |
| 08.08.  | Taipeh                                             | Han Na-lae                | Kao Shao-yuan Peangtarn Plipuech             |
| 08.08.  | Doboj                                              | Indire Akiki              | Vivien Juhászová Barbara Sobaszkiewicz       |
| 08.08.  | São Paulo                                          | Nathalia Rossi            | Maria Fernanda Alves Fernanda Hermenegildo   |
| 08.08.  | Santa Cruz de la Sierra                            | María Irigoyen            | María Irigoyen Andrea Koch Benvenuto         |
| 15.08.  | Todi                                               | Alice Moroni              | Federica di Sarra Angelica Moratelli         |
| 15.08.  | Ratingen                                           | Scarlett Werner           | Jelisaweta Jantschuk Karolina Wlodarczak     |
| 15.08.  | Westende                                           | Lu Jiajing                | Donna Vekić Alexandra Walker                 |
| 15.08.  | Saint Petersburg                                   | Polina Vinogradova        | Anastassija Frolowa Polina Vinogradova       |
| 15.08.  | Piešťany                                           | Hilda Melander            | Simona Dobrá Lucie Kriegsmannová             |
| 15.08.  | Istanbul                                           | Elina Switolina           | Christina Shakovets Ashvarya Shrivastava     |
| 15.08.  | Arad                                               | Diana Enache              | Diana Enache Andreea Văideanu                |
| 15.08.  | Taipeh                                             | Lee Hua-chen              | Miyabi Inoue Mari Tanaka                     |
| 15.08.  | Brčko                                              | Tjaša Šrimpf              | Silvia Njirić Zuzana Zlochová                |
| 15.08.  | La Paz                                             | Andrea Koch Benvenuto     | María Irigoyen Andrea Koch Benvenuto         |
| 22.08.  | Istanbul                                           | Victoria Larrière         | Julie Coin Eva Hrdinová                      |
| 22.08.  | Prag                                               | Jana Čepelová             | Iveta Gerlová Lucie Kriegsmannová            |
| 22.08.  | Bagnatica                                          | Ulrikke Eikeri            | Alice Balducci Benedetta Davato              |
| 22.08.  | Vinkovci                                           | Indire Akiki              | Silvia Njirić Karla Popović                  |
| 22.08.  | Pörtschach am Wörthersee                           | Wiktorija Kan             | Wiktorija Kan Ilona Kramen                   |
| 22.08.  | Braunschweig Braunschweig Women’s Open 2011        | Dinah Pfizenmaier         | Karen Barbat Kuynh Phuong Dai Trang          |
| 22.08.  | Enschede                                           | Sandra Martinović         | Anna-Maria Levers Catrin Levers              |
| 22.08.  | Charleroi                                          | Bermet Duvanaeva          | Lu Jia Xiang Lu Jiajing                      |
| 22.08.  | Bukarest                                           | Wiktorija Kutusowa        | Laura-Ioana Andrei Camelia Hristea           |
| 22.08.  | Mogi das Cruzes                                    | Maria Fernanda Alves      | Flávia Dechandt Araújo Laura Pigossi         |
| 22.08.  | Saitama                                            | Ayumi Oka                 | Liang Chen Liu Wanting                       |
| 22.08.  | San Luis Potosi                                    | Monica Puig               | Nika Kukharchuk Lena Litvak                  |
| 22.08.  | Cochabamba                                         | Lenka Broošová            | María Irigoyen Carla Lucero                  |
| 29.08.  | Mamaia                                             | Cristina Mitu             | Elena Bogdan Alexandra Cadanțu               |
| 29.08.  | Tsukuba                                            | Aiko Nakamura             | Chan Chin-wei Hsu Wen-hsin                   |
| 29.08.  | Sarajevo                                           | Ani Mijačika              | Maria Abramović Ana Vrljić                   |
| 29.08.  | Sanremo                                            | Carolina Pillot           | Benedetta Davato Carmilla Rosatello          |
| 29.08.  | Osijek                                             | Petra Šunić               | Aneta Dvořáková Barbora Krejčíková           |
| 29.08.  | Apeldoorn                                          | Myrtille Georges          | Kim Kilsdonk Nicolette van Uitert            |
| 29.08.  | Trimbach                                           | Kateřina Vaňková          | Kenia Knoll Christina Shakovets              |
| 29.08.  | Yeongwol                                           | Yoo Mi                    | Kim Ji-young Yoo Mi                          |

### September
| Datum 1 | Turnierort                                           | Siegerin Einzel           | Siegerinnen Doppel                              |
| ------- | ---------------------------------------------------- | ------------------------- | ----------------------------------------------- |
| 05.09.  | Biella Torneo Internazionale Regione Piemonte 2011   | Alexandra Cadanțu         | Lara Arruabarrena Jekaterina Iwanowa            |
| 05.09.  | Saransk                                              | Alexandra Panowa          | Mihaela Buzărnescu Teodora Mirčić               |
| 05.09.  | Alphen aan den Rijn                                  | Stephanie Vogt            | Diana Enache Daniëlle Harmsen                   |
| 05.09.  | Podgorica                                            | Paula Ormaechea           | Corinna Dentoni Florencia Molinero              |
| 05.09.  | Alice Springs                                        | Olivia Rogowska           | Maria Fernanda Alves Samantha Murray            |
| 05.09.  | Noto                                                 | Tamaryn Hendler           | Kanae Hisami Varatchaya Wongteanchai            |
| 05.09.  | Antalya                                              | Hsu Chieh-yu              | Hülya Esen Lütfiye Esen                         |
| 05.09.  | Madrid                                               | Johanna Konta             | Anna Fitzpatrick Jade Windley                   |
| 05.09.  | Casale Monferrato                                    | Bianca Botto              | Giulia Gabba Irina Smirnova                     |
| 05.09.  | Yeongwol                                             | Venise Chan               | Kim Ji-young Kim Jin-hee                        |
| 05.09.  | Mytilene                                             | Deniz Khazaniuk           | Martina Caciotti Maria Masini                   |
| 12.09.  | Ningbo Ningbo Challenger 2011/Damen                  | Nastassja Jakimawa        | Tetjana Luschanska Zheng Saisai                 |
| 12.09.  | Sofia Allianz Cup 2011                               | Silvia Soler Espinosa     | Nina Brattschikowa Darija Jurak                 |
| 12.09.  | Zagreb                                               | Dia Ewtimowa              | Maria João Koehler Katalin Marosi               |
| 12.09.  | Mestre                                               | Mona Barthel              | Walentina Iwachnenko Marina Melnikowa           |
| 12.09.  | Mont-de-Marsan                                       | Bianca Botto              | Karolina Nowak Conny Perrin                     |
| 12.09.  | Rotterdam                                            | Dinah Pfizenmaier         | Leonie Mekel Anouk Tigu                         |
| 12.09.  | Redding                                              | Julia Boserup             | Maria Sanchez Yasmin Schnack                    |
| 12.09.  | Cairns                                               | Casey Dellacqua           | Ayu Fani Damayanti Jessy Rompies                |
| 12.09.  | Kyōto                                                | Kazusa Ito                | Miyu Katō Riko Sawayanagi                       |
| 12.09.  | São José dos Campos                                  | María Irigoyen            | Flávia Dechandt Araújo Laura Pigossi            |
| 12.09.  | Lleida                                               | Viktorija Golubic         | Yvonne Cavalle-Reimers Isabel Rapisarda Calvo   |
| 12.09.  | Antalya                                              | Nikola Fraňková           | Lucia Butkovská Hsu Chieh-yu                    |
| 12.09.  | Tiflis                                               | Tatia Mikadse             | Sopia Kwazabaia Tatia Mikadse                   |
| 12.09.  | Porto Rafti                                          | Ximena Hermoso            | Natalia Siedliska Sylwia Zagórska               |
| 19.09.  | Saint-Malo Open GDF Suez de Bretagne 2011            | Sorana Cîrstea            | Nina Brattschikowa Darija Jurak                 |
| 19.09.  | Albuquerque Coleman Vision Tennis Championships 2011 | Regina Kulikowa           | Alexa Glatch Asia Muhammad                      |
| 19.09.  | Shrewsbury AEGON GB Pro-Series Shrewsbury 2011       | Mona Barthel              | Maria João Koehler Katalin Marosi               |
| 19.09.  | Foggia                                               | Paula Ormaechea           | Janette Husárová Renata Voráčová                |
| 19.09.  | Darwin                                               | Casey Dellacqua           | Maria Fernanda Alves Samantha Murray            |
| 19.09.  | Tiflis                                               | Lessja Zurenko            | Iryna Burjatschok Réka-Luca Jani                |
| 19.09.  | Adana                                                | Hsu Chieh-yu              | Nikola Fraňková Hsu Chieh-yu                    |
| 19.09.  | Madrid                                               | Rocío de la Torre-Sánchez | Evelyn Mayr Julia Mayr                          |
| 19.09.  | Espinho                                              | Jessica Ginier            | Carolin Daniels Karolina Nowak                  |
| 19.09.  | São Paulo                                            | María Irigoyen            | María Irigoyen Carla Lucero                     |
| 19.09.  | Athen                                                | Deniz Khazaniuk           | Vanda Lukács Christina Shakovets                |
| 19.09.  | Warna                                                | Raluca Elena Platon       | Camelia Hristea Raluca Elena Platon             |
| 26.09.  | Las Vegas                                            | Romina Oprandi            | Alexa Glatch Mashona Washington                 |
| 26.09.  | Tiflis                                               | Alexandra Panowa          | Elena Bogdan Mihaela Buzărnescu                 |
| 26.09.  | Madrid                                               | Nastassya Burnett         | Rocío de la Torre-Sánchez Georgina García Pérez |
| 26.09.  | Clermont-Ferrand                                     | Andrea Hlaváčková         | Mervana Jugić-Salkić Anne Keothavong            |
| 26.09.  | Jakarta                                              | Tamaryn Hendler           | Nicha Lertpitaksinchai Nungnadda Wannasuk       |
| 26.09.  | Antalya                                              | Zuzana Zálabská           | Hülya Esen Lütfiye Esen                         |
| 26.09.  | Amelia Island                                        | Alexandra Kiick           | Jennifer Brady Kendal Woodard                   |
| 26.09.  | Umag                                                 | Tereza Mrdeža             | Lucia Butkovská Natalija Kostić                 |
| 26.09.  | Plowdiw                                              | Dinah Pfizenmaier         | Dinah Pfizenmaier Julia Wachaczyk               |